# Caucaia
Caucaia est une ville brésilienne de l'État du Ceará, dans la banlieue ouest de Fortaleza. Sa population était estimée à 353 932 habitants en 2015. La municipalité s'étend sur 1 228 km2.
Elle fait partie de la région métropolitaine de Fortaleza.

## Population
| 1929   | 1940   | 1950   | 1955   | 1958   | 1960   | 1965   |
| ------ | ------ | ------ | ------ | ------ | ------ | ------ |
| 10 101 | 12 005 | 13 999 | 20 092 | 27 989 | 31 090 | 42 123 |

| 1970   | 1980   | 1991    | 2000    | 2006    | 2010    | 2011    |
| ------ | ------ | ------- | ------- | ------- | ------- | ------- |
| 62 123 | 68 123 | 147 617 | 222 854 | 291 124 | 343 674 | 358 473 |

## Maires
| Période | Période | Identité       | Étiquette | Qualité |
| ------- | ------- | -------------- | --------- | ------- |
| 2009    | 2012    | Dr. Washington | PRB       |         |

2016 - 2020 Naumi AMORIN